# Hypothyris antonia
Hypothyris antonia är en fjärilsart som beskrevs av William Chapman Hewitson 1869. Hypothyris antonia ingår i släktet Hypothyris och familjen praktfjärilar. Inga underarter finns listade i Catalogue of Life.